# Euproctis bali
Euproctis bali är en fjärilsart som beskrevs av Collenette 1949. Euproctis bali ingår i släktet Euproctis och familjen tofsspinnare. Inga underarter finns listade i Catalogue of Life.